# Päpstlicher Legat
Der (päpstliche oder apostolische) Legat vertritt als Botschafter des Heiligen Stuhls die Autorität des Papstes und handelt in seinem Namen. Der Name leitet sich vom römischen Titel des Legatus („[von Amts wegen] Gesandter“) ab. Er wahrte im Mittelalter an Königshöfen die Interessen des Papstes und sprach auch Exkommunikationen aus. Legaten konnten auch kirchenorganisatorische Entscheidungen treffen, zum Beispiel Bistümer und Erzbistümer einrichten. Der unmittelbare Beauftragte des Papstes wird auch als Legatus a latere bezeichnet.

## Ehrentitel
Die Erzbischöfe von Salzburg, Gniezno/Gnesen, Gran/Esztergom-Budapest, Köln und Prag führen den Ehrentitel des „geborenen Legaten“ (lateinisch legatus natus). Sie sind deshalb berechtigt, den „Legatenpurpur“ (allerdings nur innerhalb ihrer eigenen Erzdiözese/Diözese) zu tragen, falls sie nicht ohnehin Kardinäle sind. Der Erzbischof von Salzburg darf hingegen – infolge seiner Würde als Primas Germaniae – den Legatenpurpur überall tragen. Ähnliches gilt neuerdings wieder für den Erzbischof von Gnesen, der zugleich Legatus natus und Primas Poloniae ist. Der sogenannte „Legatenpurpur“ ist in neuerer Zeit farblich wie bei den Kardinälen die scharlachrote Amts- und Chorkleidung eines geborenen Legaten. Ursprünglich war der Purpur eine dunkelviolette, leicht rotstichige Gewandung.

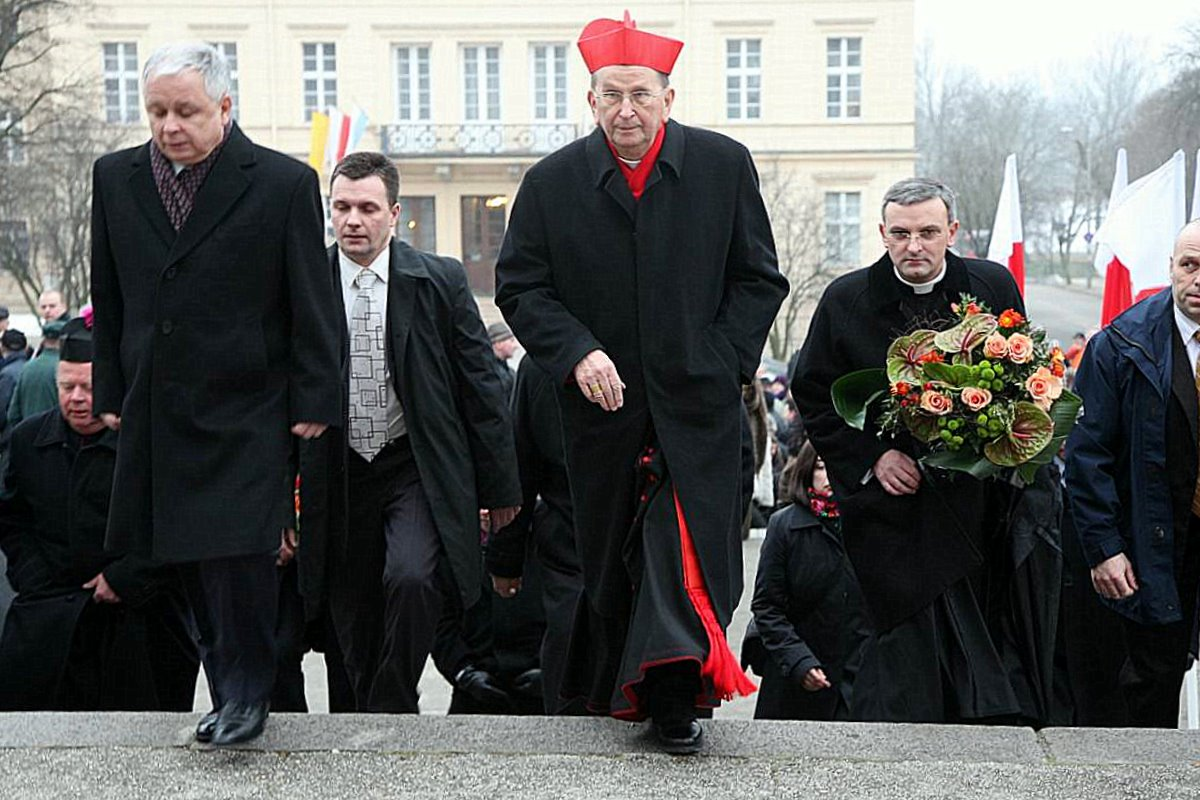
Der emeritierte Erzbischof von Gnesen und Primas Henryk Muszyński im Legatenpurpur

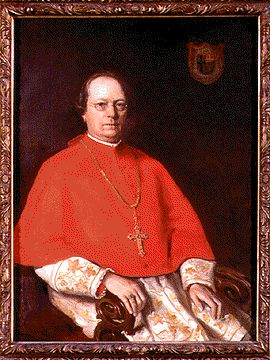
Der ehemalige Erzbischof von Köln, Hubert Theophil Simar (1899–1902), im Legatenpurpur

Der Salzburger Erzbischof Maximilian Joseph von Tarnóczy (1851–1876) im Legatenpurpur (Gemälde 1852)

## Geschichte

Wappenvorlage für einen Erzbischof von Salzburg mit Rangzeichen und der Farbe rot als Privileg des Legatus natus

Die römischen Bischöfe ließen sich seit dem 4. Jahrhundert durch apostolische Legaten oder Gesandte mit speziellen Aufträgen bei örtlichen und allgemeinen Konzilen, wie zum Beispiel 314 der Konzil von Arles, vertreten. Zwischen dem 4. bis 8. Jahrhundert entsandten die Päpste ständige Legaten, einen sogenannten Apokrisiar, zum Kaiserhof in Konstantinopel. Hin und wieder wurde auch beim Exarchat von Ravenna ein Legat eingesetzt, der die kirchlichen und staatlichen Interessen vertreten sollte. In Teilen des frühneuzeitlichen Kirchenstaats wurden Legaten auch als Statthalter der päpstlichen Zentralgewalt eingesetzt, sofern diese Landesteile nicht zu Lehen gegeben worden waren. Bekanntestes Beispiel sind hierfür die ehemals päpstlichen Legationen Bologna, Ferrara und Ravenna, die bereits seit der Pippinischen Schenkung im legitimen Besitz Roms waren.
Neben den diplomatischen Legaten wurden auch apostolische Vikare eingesetzt, die in besonderen Kirchenprovinzen mit außerordentlicher päpstlicher Vollmacht ausgestattet waren. Hieraus entwickelte sich später die Funktion des Primas, der unmittelbar hinter dem Patriarchen rangierte. Eine weitere wichtige Rolle spielten die Missionslegaten, die für ein Staatengebiet mit ganz bestimmten Aufgaben betraut wurden. Hervorzuheben ist hier Augustinus von Canterbury für Angelsachsen und Bonifatius für Germanien.

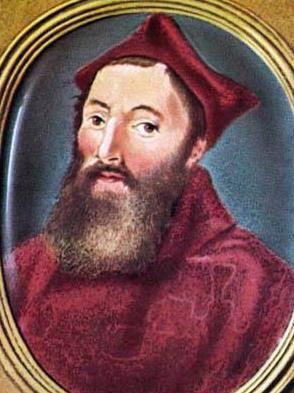
Kardinal Marino Grimani (1489–1546), Apostolischer Legat in Perugia und Umbrien

Im 11. und 12. Jahrhundert wurden die apostolischen Legaten zu Kardinälen erhoben und in das Kardinalskollegium aufgenommen. Dieser hohe kirchliche Rang war eine Aufwertung und unterstrich die Bedeutung der Aufgaben, er führte aber auch durch die Vollmachten, die dem Legaten laut dem Kirchenrecht zustanden, zu Konflikten. Das Gesandtschaftswesen erlebte seinen ersten Höhepunkt im 16. Jahrhundert, Papst Gregor XIII. (1572–1585) hatte zur Durchsetzung der Reformbeschlüsse des Konzils von Trient (1545–1563) ständige Legaten eingesetzt, die neben ihren diplomatischen Aufträgen auch als Verbindungsmänner zur Kurie tätig waren. Es entstanden Nuntiaturen mit festem Sitz und auf Dauer angelegt, die ersten Einrichtungen waren in Venedig, Wien, Köln, Graz und Luzern. Die päpstlichen Nuntien entwickelten mitunter eine dermaßen hohe Eigendynamik, dass sie den Metropoliten teilweise überstimmten. Bekanntermaßen entstanden dadurch der Gallikanismus, der Febronianismus, die Emser Punktation und der Münchener Nuntiaturstreit von 1785. Auf dem 1815 abgehaltenen Wiener Kongress wurden die päpstlichen Nuntien den staatlichen Botschaftern gleichgestellt.

## Nach dem Zweiten Vatikanischen Konzil
Auf der Grundlage der dogmatischen Konstitution Lumen gentium legte Papst Paul VI. (1963–1978) mit der päpstlichen Bulle Sollicitudo omnium ecclesiarum vom 21. November 1964 die Aufgaben und den Dienst der päpstlichen Legaten fest. Nun konnten auch qualifizierte Laien in päpstlichen Missionen eingesetzt werden.